# Colepia horrida
Colepia horrida là một loài ruồi trong họ Asilidae. Colepia horrida được Daniels miêu tả năm 1987. Loài này phân bố ở miền Australasia.